# Coupe des champions de la CONCACAF 1975
Navigation
Édition précédente Édition suivante
La Coupe des champions de la CONCACAF 1975 était la onzième édition de cette compétition.
Elle a été remportée par le Atlético Español face au SV Transvaal sur le score cumulé de 3 buts à 1.

## Participants
Un total de 17 équipes provenant d'un maximum de 10 nations pouvaient participer au tournoi. Elles appartenaient aux zones Amérique du Nord, Amérique Centrale et Caraïbes de la CONCACAF.
Le tableau des clubs qualifiés était le suivant :
| Nation                 | Club                                 | Raison de qualification                                    |
| Zone Amérique du Nord  |                                      |                                                            |
| Deuxième Tour          |                                      |                                                            |
| Mexique                | Atlético Español                     | Second du championnat du Mexique 1973-74.                  |
| Premier Tour           |                                      |                                                            |
| Mexique                | CF Monterrey                         | Meilleur demi-finaliste du championnat du Mexique 1973-74. |
| Canada                 | Toronto Serbian White Eagles (en)    | Champion du Canada 1974.                                   |
| Zone Amérique Centrale |                                      |                                                            |
| Deuxième Tour          |                                      |                                                            |
| Costa Rica             | CS Herediano                         | Second du championnat du Costa Rica 1973-74.               |
| Premier Tour           |                                      |                                                            |
| Costa Rica             | Deportivo Saprissa                   | Champion du Costa Rica 1973-74.                            |
| Honduras               | Real España                          | Champion du Honduras 1974.                                 |
| Honduras               | CD Platense                          | Cinquième du championnat du Honduras 1974.                 |
| Guatemala              | CSD Municipal                        | Champion du Guatemala 1974.                                |
| Guatemala              | Aurora FC                            | Second du championnat du Guatemala 1974.                   |
| Salvador               | CD Juventud Olímpica                 | Second du championnat du Salvador 1974.                    |
| Zone Caraïbes          |                                      |                                                            |
| Premier Tour           |                                      |                                                            |
| Suriname               | SV Transvaal                         | Champion du Suriname 1974.                                 |
| Suriname               | SV Robinhood                         | Second du championnat du Suriname 1974.                    |
| Haïti                  | Racing Club Haïtien                  | Méthode de qualification inconnue.                         |
| Haïti                  | Violette AC                          | Méthode de qualification inconnue.                         |
| République dominicaine | Universidad Católica Madre y Maestra | Champion de République dominicaine 1974.                   |
| République dominicaine | Montecarlo                           | Second du championnat de République dominicaine 1974.      |
| Jamaïque               | Santos FC (en)                       | Champion de Jamaïque 1973-74.                              |

## Calendrier
| Tour                          | Nom                    | Date aller          | Date retour         | Équipes participantes | Équipes restantes |
| Phase de qualification (1975) |                        |                     |                     |                       |                   |
| 1                             | Phase de qualification | 8 juin - 9 novembre | 8 juin - 9 novembre | 17                    | 17 à 3            |
| Phase finale (1976)           |                        |                     |                     |                       |                   |
| 1                             | Demi-Finale            | 18 janvier          | 20 janvier          | 2                     | 3 à 2             |
| 2                             | Finale                 | 7 mars              | 9 mars              | 2                     | 2 à 1             |

## Compétition

### Phase de qualification

#### ZoneAmérique du Nord

##### Premier tour
| Date           | Pays | Club         | Aller | Retour | Club                           | Pays | Commentaire |
| 5 / 13 juillet |      | CF Monterrey | 2-0   | 1-1    | Toronto Srb. White Eagles (en) |      |             |

##### Deuxième tour
| Date              | Pays | Club             | Aller | Retour | Club         | Pays | Commentaire |
| 28 sept. / 4 oct. |      | Atlético Español | 1-1   | 1-0    | CF Monterrey |      |             |

#### ZoneAmérique Centrale

##### Premier tour
| Date                | Pays | Club                 | Aller | Retour | Club          | Pays | Commentaire    |
| 8 / 15 juin         |      | Deportivo Saprissa   | 4-1   | 0-2    | Real España   |      |                |
| 29 juin / 6 juillet |      | CD Juventud Olímpica | 0-0   | 1-2    | CSD Municipal |      |                |
| 6 / 9 juillet       |      | CD Platense          | 4-3   | 0-1    | Aurora FC     |      | Tirage au sort |

##### Deuxième tour
| Date              | Pays | Club               | Aller | Retour | Club         | Pays | Commentaire       |
| 4 / 11 septembre  |      | Deportivo Saprissa | 2-0   | 1-2    | CS Herediano |      |                   |
| 14 / 17 septembre |      | CSD Municipal      | 2-1   | 0-1    | Aurora FC    |      | Tirs au but : 4-2 |

##### Troisième tour
| Date           | Pays | Club               | Aller | Retour | Club          | Pays | Commentaire       |
| 5 / 12 octobre |      | Deportivo Saprissa | 2-2   | 0-0    | CSD Municipal |      | Tirs au but : 6-5 |

#### ZoneCaraïbes
Il y a très peu d'information sur les qualifications de la zone, on sait juste que le SV Transvaal a été le représentant de la zone caraïbes lors de la phase finale. Les matchs présentés ci-dessous sont les seuls dont on connaît les résultats.

##### Premier tour
| Date           | Pays | Club           | Aller   | Retour  | Club                           | Pays | Commentaire |
| Dates inconnus |      | SV Transvaal   | Forfait | Forfait | Violette AC                    |      |             |
| Dates inconnus |      | Santos FC (en) | Forfait | Forfait | Univ. Católica Madre y Maestra |      |             |

##### Deuxième tour
| Date           | Pays | Club         | Aller | Retour | Club           | Pays | Commentaire |
| 2 / 9 novembre |      | SV Transvaal | 4-1   | 0-1    | Santos FC (en) |      |             |

### Phase Finale

#### Tableau
|  | Demi-finale           | Demi-finale | Demi-finale      | Demi-finale      |   |   | Finale | Finale | Finale | Finale |
|  |                       |             |                  |                  |   |   |        |        |        |        |
|  | 18 et 20 janvier 1976 |             |                  |                  |   |   |        |        |        |        |
|  |                       |             |                  |                  |   |   |        |        |        |        |
|  | Deportivo Saprissa    | 1           | 1                |                  |   |   |        |        |        |        |
|  | Deportivo Saprissa    | 1           | 1                | 7 et 9 mars 1976 |   |   |        |        |        |        |
|  | Atlético Español      | 2           | 2                |                  |   |   |        |        |        |        |
|  | Atlético Español      | 2           | 2                | SV Transvaal     | 0 | 1 |        |        |        |        |
|  |                       |             |                  |                  | 0 | 1 |        |        |        |        |
|  |                       |             | Atlético Español | 3                | 2 |   |        |        |        |        |

#### Demi-finale
| Pays | Club               | Aller | Retour | Club             | Pays | Commentaire |
|      | Deportivo Saprissa | 1-2   | 1-2    | Atlético Español |      |             |

#### Finale
| Match aller | SV Transvaal | 0:3 | Atlético Español                                                 | Stade André Kamperveen Paramaribo, Suriname |  |
| 7 mars 1976 |              |     | Juan Manuel Borbolla x · Juan Rodríguez Vega x · Leonel Urbina x |                                             |  |

| Match retour | Atlético Español                    | 2:1 | SV Transvaal   | Stade André Kamperveen Paramaribo, Suriname |  |
| 9 mars 1976  | Oswaldo Ramírez x · Raúl Isiordia x |     | Buteur inconnu |                                             |  |

| Champion de la CONCACAF 1975   |
| ------------------------------ |
| Drapeau du Mexique             |
| Atlético Español Premier Titre |